# 和泉市立信太小学校
和泉市立信太小学校（いずみしりつ しのだしょうがっこう）は、大阪府和泉市尾井町にある公立小学校。

## 沿革
- 1874年（明治7年）1月1日 - 和泉郡太村光受寺内に第3大区第17学区83番小学校が開校。
- 1875年（明治8年）4月1日 - 太村小学校と改称。
- 1891年（明治24年）6月23日 - 信太村立太村尋常小学校と改称。
- 1900年（明治33年）9月30日 - 信太村立信太尋常小学校と改称。
- 1922年（大正15年）4月1日 - 信太尋常高等小学校と改称。
- 1941年（昭和16年）4月1日 - 信太国民学校と改称。
- 1947年（昭和22年）4月1日 - 信太村立小学校と改称。
- 1960年（昭和35年）8月1日 - 信太村が和泉市に編入され、和泉市立信太小学校と改称。

## 通学区域
- 上町(145、116、200の1から200の9、207の1から207の11、358の11から358の25、561の2から561の10、564の21、564の22、577の9から577の15、580、595の11、612の各番地を除く。)、尾井町(274、275、319から398、609から791、1080から1098、1147及び1260から1281の各番地を除く。)、尾井町一丁目、尾井町二丁目、王子町(662番地、1118番地及び1123番地を除く。)、王子町一丁目、王子町二丁目、王子町三丁目、葛の葉町、葛の葉町一丁目、葛の葉町二丁目、葛の葉町三丁目、太町

※卒業後は基本的に和泉市立信太中学校に進学する。